# Notoplax rosea
Notoplax rosea är en blötdjursart som först beskrevs av Eugène Leloup 1940.  Notoplax rosea ingår i släktet Notoplax och familjen Acanthochitonidae. Inga underarter finns listade i Catalogue of Life.